# Ardame
Die Ardame, auch Arienzo und Argienso, war ein spanisches Gold- und Silbergewicht in der Region um Valencia.
Die Maßkette war
- 1 Ochava = 2 Ardames = 6 Tomines = 72 Granes = 3 3/5 Gramm
- 1 Ardame = 36 Granos = 1 ¾ Gramm
- Abweichung Barcelona: 1 Ardame = 3 1/6 Gramm